# 马拉科斯
马拉科斯，是西班牙阿拉贡自治区萨拉戈萨省的一个市镇。 总面积17平方公里，总人口112人（2001年），人口密度7人/平方公里。